# Agdistis pala
Agdistis pala là một loài bướm đêm thuộc họ Pterophoridae. Nó được tìm thấy ở Namibia.